# Teatro de la Juventud de Eslovenia
El Teatro de la Juventud de Eslovenia (en esloveno: Slovensko mladinsko gledališče) se fundó en Liubliana en 1955 como el primer teatro profesional para niños y jóvenes en Eslovenia.
Está situado en el Seminario Baraga, un edificio del arquitecto Jože Plečnik en el centro de Liubliana. Durante la década de 1980 se convirtió en un centro de investigación teatral y un teatro políticamente comprometido. Es reconocido por una amplia gama de innovadores poéticas de diferentes directores y el fenómeno de la energía Band, y por un laboratorio para actores, directores, coreógrafos y músicos para investigar y desarrollar, el riesgo y la creatividad.